# Coussapoa valaria
Coussapoa valaria är en nässelväxtart som beskrevs av C. C. Berg. Coussapoa valaria ingår i släktet Coussapoa och familjen nässelväxter. Inga underarter finns listade i Catalogue of Life.